# James Hardy
James Percivell Hardy (Knoxville, Alabama, 1 de diciembre de 1956-29 de diciembre de 2020) fue un jugador de baloncesto estadounidense que jugó cuatro temporadas NBA, y posteriormente jugaría también en la liga italiana, la liga francesa y en la Liga ACB. Con 2,03 metros de altura, lo hacía en la posición de ala-pívot.

## Trayectoria deportiva

### Universidad
Jugó durante tres temporadas con los Dons de la Universidad de San Francisco, en las que promedió 15,7 puntos y 8,9 rebotes por partido.

### Profesional
Fue elegido en la undécima posición del Draft de la NBA de 1978 por New Orleans Jazz, donde actuó como suplente de Rich Kelley. En su primera temporada entre los profesionales promedió 6,7 puntos y 4,6 rebotes por partido. Al año siguiente la franquicia se traspadaría a Salt Lake City, convirtiéndose en los Utah Jazz. En su nuevo emplazamiento su situación no mejoraría, continuando como hombre de banquillo, hasta que dos meses después de comenzada la temporada 1980-81 fue despedido.
Tras verse sin equipo, continuó la temporada en los Anchorage Northern Knights de la CBA, con quienes acabaría proclamándose campeón, promediando 9,7 rebotes por partido. Al año siguiente fue requerido nuevamente por los Jazz, firmando como agente libre por una temporada, en la cual llegó a ser titular en diecisiete partidos, pero sus estadísticas no mejoraron, acabando el año con 5,7 puntos y 5,3 rebotes por encuentro.
Tras no renovar con los Jazz, cruzó el charco, marchándose a jugar al APU Udine de la Serie A2 italiana. Allí jugó dos temporadas, siendo uno de los mejores de su equipo, promediando 17,8 puntos y 12,9 rebotes por partido. Al año siguiente fichó por el Mister Day Siena de la misma categoría, desplazándose en 1985 hasta París para jugar con el Racing de la liga francesa. Allí permaneció tres temporadas, promediando más de 16 puntos y 9 rebotes por partido.
Tras una temporada en el Olympique Antibes, acabaría su carrera profesional jugando una temporada en el Caixa Ourense de la liga ACB, donde promedió 13,3 puntos y 10,0 rebotes por partido.

## Estadísticas de su carrera en la NBA

### Temporada regular
| Temporada | Edad | Equipo           | Liga | P   | TIT | MIN  | TC  | TCA | %TC  | 3P  | 3PA | %3P  | TL  | TLA | %TL  | R.OF. | R.DEF. | REB | ASIS | ROB | TAP | PER | FP  | PTS |
| 1978-79   | 22   | New Orleans Jazz | NBA  | 68  |     | 21.4 | 2.9 | 6.3 | .460 |     |     |      | 0.9 | 1.3 | .693 | 1.8   | 2.8    | 4.6 | 1.0  | 0.8 | 0.9 | 1.4 | 2.0 | 6.7 |
| 1979-80   | 23   | Utah Jazz        | NBA  | 76  |     | 21.1 | 2.4 | 4.8 | .507 | 0.0 | 0.0 | .500 | 0.7 | 0.9 | .773 | 1.6   | 3.6    | 5.3 | 1.4  | 0.6 | 1.1 | 1.4 | 2.7 | 5.5 |
| 1980-81   | 24   | Utah Jazz        | NBA  | 23  |     | 22.1 | 2.3 | 4.8 | .468 | 0.0 | 0.0 |      | 0.5 | 0.9 | .550 | 1.7   | 4.1    | 5.8 | 1.6  | 0.9 | 0.9 | 1.0 | 2.5 | 5.0 |
| 1981-82   | 25   | Utah Jazz        | NBA  | 82  | 17  | 22.1 | 2.2 | 4.5 | .485 | 0.0 | 0.0 | .000 | 0.8 | 1.1 | .688 | 1.9   | 3.9    | 5.7 | 1.3  | 0.7 | 0.8 | 1.0 | 2.3 | 5.1 |
| Total     |      |                  | NBA  | 249 | 17  | 21.6 | 2.5 | 5.1 | .481 | 0.0 | 0.0 | .333 | 0.8 | 1.1 | .700 | 1.8   | 3.5    | 5.3 | 1.3  | 0.7 | 0.9 | 1.2 | 2.4 | 5.7 |